# 다코즈촌
다코즈촌(田河津村)은 1955년까지 이와테현 히가시이와이군에 존속했던 촌이다. 현재의 이치노세키시 히가시이와이초 다코즈에 해당한다.

## 연혁
- 1889년 4월 1일 - 정촌제 시행과 함께 히가시이와이군 다코즈촌이 성립하였다.
- 1955년 2월 1일 - 나가사카촌과 합병해 히가시야마촌이 되었다.

## 교육
- 다코즈촌 다테다가와쓰 초등학교
  - 다코즈촌 다테다가와쓰 초등학교 지생리 분교
  - 다코즈촌 다테다가와쓰 초등학교 나쓰야마 분교
- 다코즈촌 다테다가와쓰 중학교

## 참고서적
- 이와테현 정촌합병지, (이와테현 총무부 지방과, 1957)